# Igor Svjatoslavitj
Igor Svjatoslavitj (ryska: Игорь Святославич, ukrainska: Ігор Святославич: Ihor Svjatoslavytj), född ca 1150, död 1202, var furste av Furstendömet Novgorod-Severskij från år 1178, i nu Novhorod-Siverskyj i Ukraina.

## Biografi
Igor drog i fält mot de hedniska polovetserna, ett turkiskt nomadfolk, vilka dock besegrade honom 1185. Detta skildras i Igorkvädet (ca 1200), en lyrisk-episk dikt på rytmisk prosa med anknytning till fornnordisk diktning. Verket ger god inblick i ryskt liv på 1100-talet. Efter förlusten hade han en ringa betydelse.
Igor är också huvudperson i Aleksandr Borodins opera Furst Igor (1890).